# Zaleplon
A zaleplon pirazolo-pirimidin-típusú hipnotikum, mely hatásában hasonló a benzodiazepinekhez, de kémiai szerkezetében különbözik tőlük és más hipnotikumoktól. A zaleplon szelektíven kötődik az I. típusú benzodiazepin-receptorokhoz.
Elalvási zavarok elleni szer. Az éjszaka második felében jelentkező álmatlanság kezelésére nem alkalmas.

## Hatásosság
A hatásosságára vonatkozóan végeztek vizsgálatokat, melyben olyan betegek vettek részt, akiknél elsődleges (pszichofiziológiás) álmatlanságot diagnosztizáltak. A kísérleti tanulmányok eredménye szerint farmakológiai tolerancia nem alakul ki, kiváló eredményeket mutat, mind az alvási latencia idő csökkentése, mind pedig az alvási idő meghosszabbításának tekintetében (az éjszaka első felében). A kísérleti körülmények között kimutathatóan nem változtatta meg az egyes alvási periódusok százalékos arányát.

## Mellékhatások
Rendszeres használata csökkenti a hatását, és hozzászokáshoz, az abbahagyása elvonási tünetekhez vezet (ez általában igaz az altatókra), ezért egy-két napig szabad szedni, amikor szükséges.
Rontja a gondolkodás folyamatát és tompítja a reflexeket, esetleg még a következő nap reggel is, bár a hasonló szerekhez képest kevésbé tartósan, mert gyorsabban szívódik fel. Az alkohol erősíti ezt a mellékhatást.
Néhányan arról számoltak be, hogy mindent elfelejtettek, amit a szer hatása alatt tettek (autóvezetés, telefonálás).
A zalepron ritkán okoz allergiát, de néha erőset (légzési nehézségek, a torok, nyelv, ajkak megduzzadása, csalánkiütés).

## Készítmények
- Andante - Gedeon Richter
- Hegon - Beta Laboratorios
- Hipnodem - IVAX
- Noctiplon - Medipharm, Chile
- Plenidon - Drugtech Laboratorio; Recalcine Laboratorios
- Rhem - Andromaco Laboratorios
- Sedartryl - Prater Laboratorio
- Somnipax - Bago Laboratorios
- Sonata - Wyeth; Jones Pharma; King Pharmaceuticals; Meda; Uriach
- Starnoc - Servier
- Zalaplon
- Zalep - Cipla
- Zaleplon - Aurobindo; Cipla; Genpharm; Roxane Laboratories; Sandoz; Teva; Unichem; Upsher-Smith Laboratories; West Ward Pharmaceutical
- Zaplon - Torrent Pharmaceuticals
- Zaso - Zydus Cadila
- Zerene - Wyeth; Sigma-Tau

## Fordítás
- Ez a szócikk részben vagy egészben  a   Zaleplon című angol Wikipédia-szócikk fordításán alapul.  Az eredeti cikk szerkesztőit annak laptörténete sorolja fel. Ez a jelzés csupán a megfogalmazás eredetét és a szerzői jogokat jelzi, nem szolgál a cikkben szereplő információk forrásmegjelöléseként.